# Central Coloso
Central Coloso, també coneguda com a Coloso Sugar Cane Refinery, va ser una gran refineria de sucre ubicada a Aguada, Puerto Rico. Va ser fundada a finals del segle xix i es va convertir en un dels imperis del sucre més grans de l'illa. Va funcionar fins al 2003 sent la darrera refineria de sucre en funcionament a Puerto Rico.
Els seus orígens es remunten a finals de la dècada de 1820 quan la propietat Caño de las Nasas va ser fundada en Aguada. La propietat funcionaba amb un molí de sucre amb tracció animal que produïa aproximadament 100 tonells de sucre per dia. A finals dels 1860s, Emilio Vadí va adquirir la propietat i va canviar el seu nom a Coloso. El 1875, la va convertir en refineria de canya de sucre i va mecanitzar la major part del prodès productiu arribant a produir 1.000 tonells de sucre per dia.
El 1879, Vadí va fer una societat amb l'alemany H. Kuster. El 1897, per causa dels alts deutes i la crisi en la indústria del sucre de finals del segle xix, Kuster & Vadí va vendre Coloso a José Arnell Massó qui va consolidar la central juntament amb altres refineries i molins de sucre que va adquirir entre 1885 i 1895. Va transportar la maquinària d'una d'aquelles refineries, la Central Monserrate, a la Central Coloso.
Com a resultat d'aquesta agrupació, la Central Coloso va disposar 4.370 acres, de les quals aproximadament 500 eren conreades anualment. Coloso també processava sucre d'altres pagesos. El 1902, un total de 20.000 sacs de sucre van ser processats. Durant el temps de collita, els treballadors de Coloso van arribar a ser 1.500.
El 1904, inversors francesos van adquirir Coloso i el va incorporar sota el nom de «Sucrerie Centrale Coloso de Porto Rico». El 1915, va ser comprat per la «West Puerto Rico Sugar Company». El 1921, es va convertir en la «Central Coloso, Inc». En aquest moment, disposava de 291 acres. El 1952, Coloso va tenir una capacitat de fresatge de 5.000 tones de sucre diàries. El 1961, Coloso va assolir la major producció de sucre amb 73.554 tones.
La Central Coloso va continuar com a indústria privada fins que el 1972 el Govern de Puerto Rico la va arrendar com a part d'un programa per rehabilitar la indústria del sucre. El 1976, el govern va adquirir Central Coloso a través de la «Corporación Azucarera de Puerto Rico», agència creada pel desenvolupament, millora i intensificació de la indústria.
El 1986 la producció de sucre va ser traspassada a empreses privades. En els 1990s, el govern va començar a implementar un programa de privatització de la Corporación Azucarera. El 1998, Coloso esdevenia la darrera refineria de sucre operativa en l'illa quan la Central Roig de Yabucoa va tancar. El 2000, la propietat i els actius van ser transferits a empreses privades. Coloso va continuar processant sucre fins al 2003 quan oficialment va tancar.
Des de 1999, el complex industrial va ser declarat monument històric i el  2000 la vall de Coloso, on es troba la refineria, va ser declarada com a reserva agrícola. La refineria i la vall són actualment propietat de l'Institut de Cultura Porto-riquenya.